# Siegfried Wahrmann

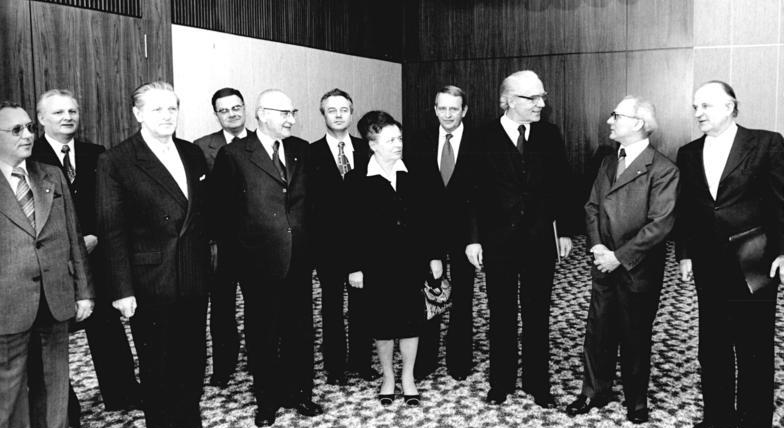
Siegfried Wahrmann (3.v.l.) beim Treffen von Kirchenvertretern mit Erich Honecker 1978

Siegfried Wahrmann (* 2. August 1918 in Wismar; † 19. März 1996 in Lübeck) war ein deutscher Kaufmann und Präses  der Synoden der Evangelischen Kirche in Mecklenburg und in der DDR.

## Leben
Siegfried Wahrmann wurde als Sohn des Schneidermeisters Carl Wahrmann in Wismar geboren. Nach dem Abitur an der Großen Stadtschule Wismar 1937 und einem halben Jahr Reichsarbeitsdienst leistete er seinen Wehrdienst bei der Flakabteilung in Wismar. Während des Zweiten Weltkriegs war er in Norddeutschland, Frankreich und an der Ostfront stationiert. Das Kriegsende erlebte er schwer verwundet im Luftwaffenlazarett Wismar. Durch Krieg und den frühen Tod des Vaters konnte Wahrmann nicht wie gewollt studieren, sondern stieg in die bis heute bestehende elterliche Firma ein. Trotz systematischer staatlicher Repressionen wurde er nicht Kommissionshändler und ging auch keine staatliche Beteiligung ein.
Neben seiner beruflichen Tätigkeit engagierte sich Wahrmann früh in der evangelischen Kirche. 1956 wurde er in den Kirchgemeinderat von St. Marien in Wismar gewählt, 1958 in die Landessynode (Finanzausschuss, später Vizepräsident).
1970 wurde er zum Präses der Synode der Evangelisch-Lutherischen Landeskirche Mecklenburgs gewählt und blieb dies bis 1988. 1967 wurde er in die damals noch gesamtdeutsche Synode der Evangelischen Kirche in Deutschland gewählt. 1973 wurde er stellvertretender Präses der Synode des Bundes der Evangelischen Kirchen in der DDR; von 1977 bis 1985 war er Präses dieser Synode. 1978 nahm er am Treffen von Kirchenvertretern mit Erich Honecker teil.
Darüber hinaus engagierte sich Siegfried Wahrmann ehrenamtlich in der Altschülerschaft der Großen Stadtschule. Unter anderem organisierte er für die durch die Altschülerschaft finanzierte Renovierung des Glockenspiels und der Turmuhr von St. Marien die Spezialfarbe. Von 1991 bis zu seinem Tod 1996 stand er zudem dem Förderkreis St. Georgen zu Wismar vor. 1992 war er Gründungsmitglied des Rotaryclubs Wismar.
Als langjähriger Repräsentant der evangelischen Kirche in herausgehobener Stellung war Siegfried Wahrmann für die staatlichen Organe von Interesse. Seit 1967 führte ihn das Ministerium für Staatssicherheit (MfS) als IM Lorenz. Wahrmanns Stasi-Akte enthält jedoch keinen Hinweis auf eine Verpflichtungserklärung, auch wurden er selbst und seine Familie jahrelang durch das Ministerium für Staatssicherheit observiert. Den Berichten des MfS zufolge lieferte Wahrmann bei den Gesprächen vertrauliche Berichte über interne Angelegenheiten der evangelischen Kirche und wirkte mehrfach mäßigend oder verhindernd auf Aktivitäten oppositioneller Gruppen innerhalb der Kirche ein. Für seine Kontakte erhielt er die Verdienstmedaille der DDR.
Nach 1989 kam es zu Vorwürfen wegen Wahrmanns Umgang mit der DDR-Staatsmacht. Der Kirchenhistoriker und späterer Politiker der Linken Gerhard Besier griff die Vorwürfe öffentlichkeitswirksam auf und stützte sich dabei auf Unterlagen des MfS. Besier wurde für seine mangelnde Quellenkritik, insbesondere für seine Methode, ausschließlich die Unterlagen des kirchenfeindlichen MfS auszuwerten, scharf kritisiert. Weder Wahrmann noch andere von Vorwürfen Betroffene bekamen die Möglichkeit, sich zu äußern (z. B. durch Zeitzeugenbefragung), noch wurden ihre Selbstaussagen von Besier zur Kenntnis genommen. Zu den Vorwürfen erklärte Wahrmann: „Im Zusammenhang mit dieser Tätigkeit [kirchliches Engagement] war es unumgänglich, daß ich mit Vertretern des Staats auf verschiedenen Ebenen örtlich, bezirklich bis hin zum Staatssekretär Gespräche führte. Darunter waren auch hin und wieder Gespräche mit Vertretern des MfS. […] Eine Verpflichtungserklärung zur Zusammenarbeit mit diesem Personenkreis habe ich nicht abgegeben, eine Unterschrift niemals geleistet.“